# José Luis Garcés (futbolista)
José Luis Garcés (Puerto Caimito, La Chorrera, 9 de mayo de 1981) es un futbolista panameño. Juega en la posición de delantero. Actualmente juega en el SD Panamá Oeste de la Liga Prom de Panamá. 
Participó en la Copa Oro 2009 con la Selección Nacional de fútbol de Panamá, en donde participó en todos los partidos. En el año 2011 tras salir de su condena en el Centro Penitenciario La Joyita el jugador debuta nuevamente con el San Francisco Fútbol Club en un partido de la fase de grupo de la Concacaf Liga de Campeones contra el equipo Seattle Sounders de la Major League Soccer (MLS).

## Selección nacional
Debutó con la selección de fútbol de Panamá el 9 de octubre de 2000 en un partido Clasificación de Concacaf para la Copa Mundial de Fútbol de 2002 contra la selección de fútbol de Canadá, en la derrota 1-0 en Manitoba.

### Participaciones en selección nacional
| Copa          | Sede           | Resultado        | Partidos | Goles |
| ------------- | -------------- | ---------------- | -------- | ----- |
| Copa Oro 2007 | Estados Unidos | Cuartos de final | 3        | 2     |
| Copa Oro 2009 | Estados Unidos | Cuartos de final | 4        | 0     |

### Goles internacionales
| Núm. | Fecha                   | Lugar                                             | Rival       | Gol | Resultado | Competición       |
| ---- | ----------------------- | ------------------------------------------------- | ----------- | --- | --------- | ----------------- |
| 1    | 28 de junio de 2003     | Estadio Rommel Fernández, Panamá, Panamá          | Cuba        | 2-0 | 2-0       | Amistoso          |
| 2    | 17 de noviembre de 2004 | Estadio Rommel Fernández, Panamá, Panamá          | El Salvador | 3-0 | 3-0       | Eliminatoria 2006 |
| 3    | 26 de marzo de 2007     | Independence Park, Kingston, Jamaica              | Jamaica     | 0-1 | 1-1       | Amistoso          |
| 4    | 8 de junio de 2007      | Giants Stadium, Nueva Jersey, Estados Unidos      | Honduras    | 3-1 | 3-2       | Copa Oro 2007     |
| 5    | 10 de junio de 2007     | Giants Stadium, Nueva Jersey, Estados Unidos      | Cuba        | 1-0 | 2-2       | Copa Oro 2007     |
| 6    | 1 de junio de 2008      | Lockhart Stadium, Fort Lauderdale, Estados Unidos | Guatemala   | 0-1 | 0-1       | Amistoso          |
| 7    | 4 de junio de 2008      | Estadio Rommel Fernández, Panamá, Panamá          | Canadá      | 2-1 | 2-2       | Amistoso          |
| 8    | 23 de junio de 2008     | Estadio Cuscatlán, San Salvador, El Salvador      | El Salvador | 0-1 | 3-1       | Eliminatoria 2010 |

## Clubes
| Club                 | País           | Año             |
| -------------------- | -------------- | --------------- |
| CA Independiente     | Panamá         | 1999            |
| Sporting 89          | Panamá         | 2001            |
| Árabe Unido          | Panamá         | 2002 - 2003     |
| Grêmio Porto Alegre  | Brasil         | 2004            |
| San Francisco FC     | Panamá         | 2004 - 2005     |
| Nacional Montevideo  | Uruguay        | 2006            |
| Os Belenenses        | Portugal       | 2007            |
| CSKA Sofía           | Bulgaria       | 2007            |
| Académica de Coimbra | Portugal       | 2008            |
| Al-Ettifaq           | Arabia Saudita | 2009            |
| San Francisco FC     | Panamá         | 2011 - 2013     |
| Tauro FC             | Panamá         | 2014 - 2015     |
| CD Plaza Amador      | Panamá         | 2015            |
| San Francisco FC     | Panamá         | 2016            |
| Sport West FC        | Panamá         | 2016 - 2017     |
| CA Independiente     | Panamá         | 2017            |
| Azuero FC            | Panamá         | 2017 - 2018     |
| Costa del Este FC    | Panamá         | 2018            |
| Santa Gema FC        | Panamá         | 2018 - 2019     |
| Atlético Chiriquí    | Panamá         | 2019            |
| San Francisco FC     | Panamá         | 2020 - 2022     |
| SD Panamá Oeste      | Panamá         | 2022 - presente |

## Palmarés

### Títulos nacionales
| Título                | Club             | País     | Año     |
| --------------------- | ---------------- | -------- | ------- |
| Copa Rommel Fernández | CA Independiente | Panamá   | 1999-00 |
| Liga de Ascenso       | CA Independiente | Panamá   | 2017-C  |
| Gran Final LNA        | CA Independiente | Panamá   | 2016-17 |
| Primera División      | Club Nacional    | Uruguay  | 2005-06 |
| Primera División      | CSKA Sofía       | Bulgaria | 2007-08 |

- Datos: Q2561540